# Championnat national de tennis des États-Unis 1921
Pour un article plus général, voir US Open de tennis.
Résultats détaillés de l’édition 1921 du championnat de tennis US National qui est disputée du 15 au 22 août 1921.

## Palmarès
| Tableau          | Vainqueurs                                  | Vainqueurs | Score           | Finalistes                       | Finalistes         |
| ---------------- | ------------------------------------------- | ---------- | --------------- | -------------------------------- | ------------------ |
| Simple dames     | M. Bjurstedt Mallory                        | Norvège    | 4-6, 6-4, 6-2   | Mary Kendall Browne              | États-Unis         |
| Simple messieurs | Bill Tilden                                 | États-Unis | 6-1, 6-3, 6-1   | Bill Johnston                    | États-Unis         |
| Double dames     | Mary Kendall Browne Louise Riddell-Williams | États-Unis | 6-3, 6-2        | Helen Gilleaudeau Aleta Bailey   | États-Unis         |
| Double messieurs | Bill Tilden Vincent Richards                | États-Unis | 13-11 12-10 6-1 | Richard Williams Watson Washburn | États-Unis         |
| Double mixte     | Mary Kendall Browne Bill Johnston           | États-Unis | 3-6, 6-4, 6-3   | M. Bjurstedt Mallory Bill Tilden | Norvège États-Unis |

## Simple dames
|  |                     |  |   |   |   |
|  | Finale              |  |   |   |   |
|  |                     |  |   |   |   |
|  |                     |  |   |   |   |
|  | Molla Bjurstedt     |  | 4 | 6 | 6 |
|  | Molla Bjurstedt     |  | 4 | 6 | 6 |
|  | Mary Kendall Browne |  | 6 | 4 | 2 |

## Double dames
|  |                                    |  |   |   |  |
|  | Finale                             |  |   |   |  |
|  |                                    |  |   |   |  |
|  |                                    |  |   |   |  |
|  | Mary Kendall Browne Louise Riddell |  | 6 | 6 |  |
|  | Mary Kendall Browne Louise Riddell |  | 6 | 6 |  |
|  | Helen Gilleaudeau Aleta Bailey     |  | 3 | 2 |  |

## Double mixte
|  |                                   |  |   |   |   |
|  | Finale                            |  |   |   |   |
|  |                                   |  |   |   |   |
|  |                                   |  |   |   |   |
|  | Mary Kendall Browne Bill Johnston |  | 3 | 6 | 6 |
|  | Mary Kendall Browne Bill Johnston |  | 3 | 6 | 6 |
|  | Molla Bjurstedt Bill Tilden       |  | 6 | 4 | 3 |